# Oleszkowicze 1
Oleszkowicze 1 (biał. Алешкавічы 1, Aleszkawiczy 1; ros. Олешковичи 1, Oleszkowiczi 1; do 2006 Oleszkowicze; biał. Алешкавічы, Aleszkawiczy; ros. Олешковичи, Oleszkowiczi) – wieś na Białorusi, w obwodzie brzeskim, w rejonie kamienieckim, w sielsowiecie Widomla.

## Historia
Pod zaborami i w II Rzeczypospolitej wieś i folwark. W XIX i w początkach XX w. położone były w Rosji, w guberni grodzieńskiej, w powiecie brzeskim, w gminie Ratajczyce.
W dwudziestoleciu międzywojennym leżały w Polsce, w województwie poleskim, w powiecie brzeskim, w gminie Ratajczyce. W 1921 wieś liczyła 89 mieszkańców, zamieszkałych w 19 budynkach. Folwark liczył zaś 9 mieszkańców, zamieszkałych w 1 budynku. Obie miejscowości zamieszkiwali wyłącznie Białorusini wyznania prawosławnego.
Po II wojnie światowej w granicach Związku Sowieckiego. Od 1991 w niepodległej Białorusi. 7 września 2006 Oleszkowicze zostały przeniesione z sielsowietu Ratajczyce do sielsowiet Widomla. Jako że w sielsowiecie Widomla znajdowała się już inna wieś o nazwie Oleszkowicze, 26 października 2006 zmieniono nazwę omawianej miejscowości na obecną.